# Les deux font la paire (série télévisée)
Pour l’article homonyme, voir Les deux font la paire (film).
Ne doit pas être confondu avec Les deux font la père.
Les deux font la paire (Scarecrow and Mrs. King) est une série télévisée américaine en 88 épisodes de 45 minutes, créée par Brad Buckner et Eugenie Ross-Leming et diffusée entre le 3 octobre 1983 et le 28 mai 1987 sur le réseau CBS.
En France, la série a été diffusée à partir du 6 avril 1986 dans le cadre de l'émission Dimanche Martin sur Antenne 2.

## Synopsis
Lee Stetson, dont le nom de code est Scarecrow, est un agent de haut-niveau de « l'Agence », un service de renseignements comparable à la CIA, qui, par hasard, mêle à sa mission une femme au foyer divorcée, Amanda King. Amanda est trop curieuse pour laisser Lee agir seul, et à chaque épisode elle devient plus impliquée auprès de l'agence et de Lee. Elle commence seulement par « aider », pour finir, vers la fin de la série, comme véritable agent.

## Distribution
- Kate Jackson (VF : Perrette Pradier) : Amanda King
- Bruce Boxleitner (VF : Hervé Bellon) : Lee Stetson
- Mel Stewart (VF : Henry Djanik) : Billy Melrose
- Martha Smith (VF : Céline Monsarrat) : Francine Desmond
- Beverly Garland (VF : Arlette Thomas) : Dorothy « Dotty » West
- Greg Morton : Jamie King
- Paul Stout : Philip King

## Épisodes

### Première saison (1983-1984)
1. Premières Armes (The First Time)
2. Amanda se marie (There Goes the Neighborhood)
3. Cas de conscience (If Thoughts Could Kill)
4. Forteresse roulante (Magic Bus)
5. Y'a plus d'enfants (The A.C.M. Kid)
6. Retour aux sources (Always Look a Gift Horse in the Mouth)
7. Une espionne au cœur tendre (Service Above and Beyond)
8. L'Échange (Saved by the Bells)
9. Tactique de jeu (Sudden Death)
10. Le Réveillon le plus long (The Long Christmas Eve)
11. En souvenir du passé (Remembrance of Things Past)
12. Télépathie inachevée (Lost and Found)
13. Qui est qui ? (I Am Not Now, Nor Have I Ever Been... a Spy)
14. Sosie en sursis (Dead Ringer)
15. La Taupe (The Mole)
16. Le Sauveur (Savior)
17. Le Roublard (The Artful Dodger)
18. Le Film de Scotti (Filming Raul)
19. Anniversaire mouvementé (Fearless Dotty)
20. Un week-end pas comme les autres (Weekend)
21. En attendant Godorsky (Waiting for Godorsky)

### Deuxième saison (1984-1985)
1. La Mangouste (To Catch a Mongoose)
2. Le Ticket gagnant alias Le Billet gagnant (Times They Are a Changing)
3. Agent double (Double Agent)
4. La Légende du château hanté (The Legend of Das Geisterschloss)
5. Formule magique (Charity Begins at Home)
6. Les brunes ont la cote (Brunettes Are In)
7. La Tournée des lacs (Our Man in Tegernsee)
8. Scandale imprévu (Affair in Bromfield Hall)
9. Danger mannequin (A Class Act)
10. Bombes funèbres (Playing Possum)
11. Les Trois Visages d'Émilie (The Three Faces of Emily)
12. Mariage en blanc (Ship of Spies)
13. La Toile d'araignée (Spiderweb)
14. Sénateur de 5 à 7 (A Little Sex, A Little Scandal)
15. Une erreur de commandement (A Relative Situation)
16. Réception privée (Life of the Party)
17. Femme banale (Odds on a Dead Pigeon)
18. Stock car dans la ville (Car Wars)
19. Les Délires d'Amanda (DOA: Delirious On Arrival)
20. Morte sans le savoir (You Only Die Twice)
21. Scarecrow sur la mauvaise pente (Burn Out)
22. Meurtre au dessert (Murder Between Friends)
23. À bas la pollution (Vigilante Mothers)

### Troisième saison (1985-1986)
1. Le Manuscrit (A Lovely Little Affair)
2. La Magie d'Oz (We’re Off to See the Wizard)
3. Pêche en eaux troubles (Over the Limit)
4. La Belette sibérienne (Tail of the Dancing Weasel)
5. Les dollars sont éternels (Welcome to America, Mr Brand)
6. Le Vin empoisonné (Sour Grapes)
7. Une nouvelle utopie (Utopia Now)
8. Le Gang des étoiles (Reach for the Sky)
9. Dossier top secret (J. Edgar’s Ghost)
10. Le Prix de la liberté (Flight to Freedom)
11. Hamburger surprise (Fast Food for Thought)
12. Le Dissident (One Bear Dances, One Bear Doesn't)
13. Jeu, set et match (Playing for Keeps)
14. L'Ingénieur du pharaon (Pharoah’s Engineer)
15. Le trio infernal (The Triumvirate)
16. Tout dans les yeux (The Eyes Have It)
17. Double Face (Wrong Number)
18. Sa Majesté le Roi (The Boy Who Could Be King)
19. Vengeance à retardement (Dead Men Leave No Trails)
20. Trois Petits Espions (Three Little Spies)
21. Une affaire d’honneur alias Attentat en Afrique (The Wrong Way Home)
22. Les Feux de la rampe (All the World’s a Stage)

### Quatrième saison (1986-1987)
1. Stemwinder [1/2] (Stemwinder [1/2])
2. Stemwinder [2/2] (Stemwinder [2/2])
3. Mémoire à la carte (No Thanks for the Memory)
4. C’est tombé à l’eau (It’s in the Water)
5. Marché de dupes (Night Crawler)
6. De mémoire d’agent secret (Billy’s Lost Weekend)
7. Le Complot (Photo Finish)
8. Mort à répétition (The Man Who Died Twice)
9. Spéciale première (Need to Know)
10. Des jouets pour Noël (Santa’s Got a Brand New Bag)
11. L'Art de se faire prendre au jeu (Any Number Can Play)
12. Un homme si tranquille (Promises to Keep)
13. Les Rumeurs de la mort (Rumors of My Death)
14. Une affaire d’honneur (Unfinished Business)
15. Contre-temps (Bad Timing)
16. Piège à espion (Do You Take This Spy)
17. Une mission en or (Mission of Gold)
18. Le Mal pour le bien (One Flew East)
19. Tout ce qui brille n’est pas or (All that Glitters)
20. Échec et mat (Suited for Framing)
21. Faux amis (A Matter of Choice)
22. Une femme de trop alias La Liste de Khroutchev (The Khrushchev List)

## Commentaires
Cette série est fortement liée au contexte et aux mentalités de la guerre froide, et la plupart des intrigues impliquent des espions soviétiques. Par la suite, la nature romantique de la relation amoureuse entre Lee et Amanda cesse d'être clandestine, et le couple commence à parler de mariage. 
Les deux personnages principaux sont interprétés par Kate Jackson, qui a tenu le rôle de Sabrina Duncan dans les trois premières saisons de la série Drôles de dames (1976-1979), et Bruce Boxleitner, acteur du film Tron (1982) et de la série Frank, chasseur de fauves (1982-1983).

## Récompenses
- Emmy Award 1986 : Meilleure musique d'Arthur B. Rubinstein pour le deuxième épisode de la troisième saison, La Magie d'Oz